# 阿摩尼阿斯·萨卡斯
阿摩尼阿斯·萨卡斯（希臘語：Ἀμμώνιος Σακκᾶς，175年—242年）是活跃于公元3世纪来自亚历山大港的一位哲学家，常被认为是新柏拉图主义的创始人。他曾在232年至243年任政治家普罗提诺老师，并因此而知名。